# Jarmila Hassan Abdel Wahab

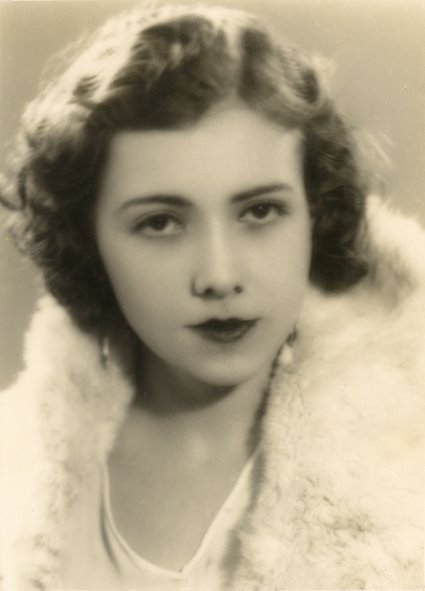
Jarmila Hassan Abdel Wahab, 1932

Jarmila Hassan Abdel Wahab (geborene Krzywa; geschiedene Schneider, verwitwete Hassan Abdel Wahab; geschiedene Fröhlichová; * 17. April 1917 in Prag; † 24. April 1996 in Studnice) war eine tschechische Mezzosopranistin. Sie trat unter dem Künstlernamen Jarmila Kristenová auf. In ihren Kinderrollen trug sie den Namen Miluška Krzywa.

## Leben
Jarmila Krzywa entstammte einer Musikerfamilie. Ihr Vater František Krzywý war Orchestermusiker am Theater in den Weinbergen und dem Nationaltheater in Prag. Ihre Mutter Anna Krzywa war ebenfalls Opernsängerin. Ihren ersten Bühnenauftritt hatte Miluška Krzywa 1922 als Fünfjährige in der Rolle des Kindes der Cho-Cho-San in Madama Butterfly. Zwischen 1932 und 1938 besuchte Krzywa zusammen mit Beno Blachut und Ján Cikker das Prager Konservatorium. Anschließend setzte sie bis 1941 ihre Gesangsstudien an der deutschen Akademie bei Konrad Wallerstein fort. Gleichzeitig sang sie an den Opernhäusern in Mährisch Ostrau und Olmütz, wo sie unter dem Künstlernamen Jarmila Kristenová auftrat. 1941 erhielt die Sängerin ein Engagement als Opernsolistin am Theater Pilsen. Ein Jahr später erhielt Jarmila Kristenová durch Vermittlung von Pavel Ludikar ein Stipendium des Kulturministeriums für ein Gesangsstudium am Mozarteum Salzburg bei Salvatore Salvatti, das bis 1943 andauerte. Danach war sie am Klagenfurter Opernhaus engagiert, wo sie im Rosenkavalier die Hauptrolle der Feldmarschallin sang. In Klagenfurt beteiligte sich die Sängerin am Widerstand gegen den Nationalsozialismus und stand in Verbindung mit slowenischen Partisanen in den Karawanken, die sie mit Medikamenten und Verbandsstoffen aus Prag versorgte.
Nach dem Ende des Zweiten Weltkrieges kehrte sie nach Prag zurück und wurde Solistin am Theater des 5. Mai, wo sie die Rolle der Medea in Georg Anton Bendas gleichnamigen Melodram sang. 1946 wechselte die Kristenová für vier Spielzeiten an das Staatstheater Brno. Nach der Machtübernahme durch die Kommunisten suchte die Künstlerin nach einer Möglichkeit zum legalen Verlassen der Tschechoslowakei. Bei einem Gastspiel in der Wiener Staatsoper lernte sie den Geschäftsmann Josef Schneider kennen, den sie 1950 in einer Scheinehe heiratete. Mit der dadurch erlangten österreichischen Staatsbürgerschaft übersiedelte sie nach Wien.
Schneider untersagte der Sängerin ein Engagement außerhalb Wiens. Zu Beginn der 1950er Jahre sang die Kristenová in Salzburg, München und Hilversum. Weiterhin unternahm sie zwei Gesangstourneen nach Dänemark, Norwegen und Schweden. 1951 wurde die Kristenová auf dem Salzburger Opernfestival in der Partie der Magda Sorel in Menottis The Consul von Publikum und Kritik gleichermaßen gefeiert. 1952 lernte die Sängerin in Wien den Marschall und Thronrat König Faruqs, Hassan Muhamad Abdel Wahab kennen. Der aus einer der einflussreichsten Familien des Landes stammende Abdel Wahab behielt auch nach dem Militärputsch seine Ämter und war Vorsitzenden der Auslandsausschusses im Senat. Nach der Scheidung ihrer zerrütteten Ehe mit Schneider im September 1952 erhielt die Kristenová von dem 30 Jahre älteren ägyptischen Pascha ein Heiratsangebot und eine Einladung nach Kairo. Am 18. März 1953 heiratete die Sängerin in Kairo vor einem islamischen Gericht Abdel Wahab und wurde eine von seinen vier Frauen. Im Ehevertrag sicherte er ihr u. a. die Beibehaltung ihres katholischen Glaubens zu. Gleichfalls brauchte sie ihren Kopf nicht zu verhüllen. Durch die Ehe erhielt die Sängerin eine ägyptische und tschechoslowakische Doppelstaatsbürgerschaft. Dadurch war ihr auch die Einreise in ihr Heimatland wieder möglich.
Bei Giuseppe Poggiolini nahm sie in Kairo private Gesangsstudien. Ihre Konzertauftritte waren nach der Ehe mit dem Pascha auf Ausnahmefälle reduziert. So trat sie u. a. in der Schweizer Botschaft in Dvořáks Stabat mater auf. In dieser Zeit unternahm sie – begleitet von Eunuchen – Reisen durch Afrika und besuchte namhafte europäische Kunstauktionen zur Vervollständigung ihrer Kunstsammlung. In Brno belegte sie einen Kurs für Archäologie und Kunstgeschichte, außerdem pflegte sie regelmäßigen Kontakt mit Karel Absolon. Der sich nach der Machtübernahme Nassers vollzogene Wandel in der ägyptischen Gesellschaft und der damit einhergehende Machtverlust zeichneten Hassan Muhamad Abdel Wahab. Nach dem Ausbruch der Suezkrise floh Jarmila Hassan Abdel Wahab im April 1956 aus Ägypten und reiste nach Prag.
Zunächst erhielt sie vorübergehend eine Anstellung bei der Musikschule Náchod und wohnte bei Verwandten in Zlíč bei Česká Skalice. Eine Wiederaufnahme ihrer Karriere als Opernsängerin war ihr nicht möglich, da sie lediglich Gastrollen in Brno und Ústí nad Labem erhielt, dauerhafte Engagements wurden ihr durch die tschechoslowakische Kulturbehörden jedoch verwehrt. Jarmila Hassan Abdel Wahab wirkte seit dieser Zeit als Musikpädagogin und unterrichtete an der Volksschule in Náchod. Bei der Ausschreibung der Stellen des Staatlichen Konservatoriums Prag fand sie 1960 keine Berücksichtigung. Nach dem Tode ihres Mannes, der in Kairo einem Herzinfarkt erlegen war, heiratete 1962 Jarmila Hassan Abdel Wahab ein drittes Mal und zog nach Žabokrky. Die Ehe mit dem Hronover Lehrer Milan Fröhlich war jedoch unglücklich und nach der Scheidung im Jahre 1975 nahm Jarmila Hassan Abdel Wahab-Fröhlichová ihren vorherigen Namen wieder an. Sie zog zunächst in die Gegend von Strakonice, kehrte kurz darauf wieder nach Ostböhmen zurück, wo sie in Studnice die zuletzt als Pfarrhaus genutzte alte Feste erwarb und ausbaute. Bis ins hohe Alter unterrichtete sie, zuletzt von 1978 bis 1996 an der Volksschule in Nové Město nad Metují. Daneben gab sie Konzerte in Kirchen und hielt Vorträge.
Ihre letzte Ruhestätte fand Jarmila Hassan Abdel Wahab auf dem Friedhof von Boušín.

## Diskographie
- Otakar Ostrčil: Kunála's eyes. (Kunálovy oči), Ultraphon